# منطقه تاریخی ساختمان‌های تجاری خیابان رندولف
منطقه تاریخی ساختمان‌های تجاری خیابان رندولف (به انگلیسی: Randolph Street Commercial Buildings Historic District) یک منطقهٔ مسکونی در ایالات متحده آمریکا است که در میشیگان واقع شده‌است.